# Ящик Ковака
«Ящик Ковака» (англ. The Kovak Box) — британо-испанский фильм режиссёра Даниэля Монсона и сценариста Хорхе Геррикаэчеваррия, впервые появившийся на экране 18 июля 2006 года на Монреальском кинофестивале Fantasia. В главных ролях в фильме снялись Тимоти Хаттон, Лусия Хименес и Дэвид Келли.

## Сюжет
Молодой писатель фантастических романов Дэвид Нортон отправляется на конференцию вместе с любимой девушкой. На прекрасном острове, расположенном в Средиземном море, происходит ужасная трагедия, его девушка выбрасывается из окна и погибает. Разбираясь в причинах загадочной кончины его невесты, у Дэвида складывается ощущение, что происходящие события очень похожи на его первую книгу. А это значит, что лишь ему под силу прекратить трагическую череду событий и найти выход из Ящика Ковака.

## В ролях
| Актёр             | Роль           |
| ----------------- | -------------- |
| Тимоти Хаттон     | Дэвид Нортон   |
| Дэвид Келли       | Фрэнк Ковак    |
| Аннет Бэдленд     | Кэти           |
| Лусия Хименес     | Сильвия Мендес |
| Джорджия МакКензи | Джейн Грэм     |
| Гэри Пикер        | Жауме          |
| Изабель Абаррага  | Джуди          |
| Айван Моралес     | Чарли          |
| Молли Малколм     | психолог       |
| Анна Асенсио      | диктор на CNW  |

## Награды
Кинофестиваль фантастических фильмов в Лунде (Швеция)
- Лучший фильм[2]